# Anuarbek Amankulov
Anuarbek Amankulov (1 de enero de 1979) es un deportista kazajo que compitió en taekwondo. Ganó una medalla de bronce en los Juegos Asiáticos de 1998 en la categoría de –54 kg.

## Palmarés internacional
| Juegos Asiáticos | Juegos Asiáticos    | Juegos Asiáticos  | Juegos Asiáticos |
| Año              | Lugar               | Medalla           | Categoría        |
| ---------------- | ------------------- | ----------------- | ---------------- |
| 1998             | Bangkok (Tailandia) | Medalla de bronce | –54 kg           |